# Assumption (Band)
Assumption ist eine 2011 gegründete Death- und Funeral-Doom-Band.

## Geschichte
Assumption wurde 2011 von dem Multiinstrumentalisten und Sänger Giorgio Trombino und dem Schlagzeuger David Lucido als Studioprojekt in Palermo gegründet. Die sizilianischen Musiker zogen den Bassisten Claudio Troise und dem Gitarristen Matija „Dole“ Dolinar hinzu um internationale Auftritte zu absolvieren.
Bereits das 2012 via Decrepit Productions als CD und Unholy Domain Records als MC veröffentlichte Demo Mosaic of the Distant Dominion erhielt wohlwollende Kritiken als „episch“ sowie als „guter Hinweis auf das schlummernde Potential der Band.“ Dem Demo folgte 2014 die über Terror from Hell Records veröffentlichte EP The Three Appearances. Die bereits bei Ersterscheinung von Webzines wie Doom-Metal.com, Voices from the Dark, und X-Crash positiv aufgenommene EP  wurde mit hohem Interesse und breitem Lob als „Meisterwerk“ im Februar 2020 über Everlasting Spew Records wiederveröffentlicht.
Im Jahr 2018 veröffentlichte die Band mit Absconditus über Everlasting Spew Records und Sentient Ruin Laboratories ihr erstes Studioalbum. Absconditus wurde international überwiegend anerkennend hervorgehoben und als eines der „Highlights in 2018“ gelobt. In einigen Rezensionen beurteilten Kritiker das Album als eine ausbaufähige Veröffentlichung die lediglich als Empfehlung im Genre betrachtet werden könne.

„Sicherlich trifft dieses Debüt so manchen Nerv eingefleischter Doom-/Death-Anhänger und auch Filmfans des Italo-Horrors der 80´er kommen beim geneigten Hören auf ihre Kosten. Was dem Album fehlt, sind die tragenden Melodien und die Riffs, die sich im Hirn verankern, und die Abwechslung, die auch im Funeral Doom möglich ist.“

Rezensenten die hingegen das Album als über das Genre hinaus wirksames Highlight lobten stellten das Album in Relation zu Veröffentlichungen von etablierten Genrevertretern wie Mournful Congregation, Evoken und Ataraxie des gleichen Jahres. Die Band sei „eine der faszinierendsten bewusstseinserweiternden und abstrakt agierenden Death-Doom-Bands die in den letzten Jahren aus dem Untergrund des Genres hervortraten, was erklären könnte, warum sie so sträflich unterschätzt werden“ hielt Sean Reveron, in einer für Cvlt Nation verfassten Besprechung den Kritikern des Albums entgegen.

## Stil
Die Genrezuordnung der von Assumption gespielten Musik variiert zwischen Death Doom und Funeral Doom. Den Beurteilungen gemein ist die Hervorhebung eines hohen psychedelischen Anteils und der Verweis auf Disembowelment als bedeutsame Einflussgröße auf die Musik. Als weitere Vergleichsgröße werden Funeral- und Death-Doom-Vertreter sowie des Death Metal benannt. Darunter Bands wie Incantation, Nile, Evoken, Winter, Esoteric, Thergothon und Folgeprojekte von Disembowelment d.USK und Inverloch. Wahrnehmbarer Einfluss wird hinzukommend Pink Floyd sowie den das Genre prägenden Death-Doom- und Gothic-Metal-Größen von Peaceville Records wie My Dying Bride und Anathema zugesprochen.
Die Musik gilt als dynamischer Wechsel mit langen Aufbauten in welchen das Gitarrenspiel als psychedelisch und „kosmisch“ wahrgenommen wird. „In den schnelleren Parts hingegen dominiert tiefes Death Metal Riffing[sic!] und finsteres Growlen“ Als Ergänzung wird auf Soundtrack-Elemente des italienischen Horrorfilms verwiesen, welche besonders in dem Einsatz von Flöte und Keyboard die Intros beeinflusse und an Lucio Fulci erinnere. Der Gesang wird als gutturales Growling in einem für den Funeral Doom typischen Duktus präsentiert.

## Diskografie
- 2012: Mosaic of the Distant Dominion (Demo, Decrepit Productions, Unholy Domain Records)
- 2014: The Three Appearances (EP, Terror From Hell Records, 2020 über Everlasting Spew Records wiederveröffentlicht)
- 2018: Absconditus (Album, Sentient Ruin Laboratories/Everlasting Spew Records)
- 2022: Hadean Tides (Album, Sentient Ruin Laboratories/Everlasting Spew Records)